# Royal Racing Club de Bruxelles (hockey)
Royal Racing Club de Bruxelles is een Belgische hockeyclub uit Ukkel.

## Geschiedenis
De hockeyclub ontstond uit de oude Brusselse sportvereniging Racing Club Brussel. Ze is aangesloten bij de KBHB onder stamnummer 119 en heeft zwart en wit als clubkleuren.
Het herenteam kwam in de seizoenen 2010-'11, 2011-'12 uit in de Euro Hockey League.

## Accommodatie
De club speelt in de Ganzenvijver in Ukkel. Ze heeft er twee kunstgrasvelden met aan het hoofdveld een bescheiden tribune die uit 1903 stamt. Er zijn vier herenteams en ook zijn er een aantal damesteams en een paar veteranenteams. Daarbij heeft de club ook een grote jeugdafdeling.

## Palmares
Heren
- 6x Landskampioen (veld): 1924, 1933, 1935, 1936, 1941 en 2022
- 12x Winnaar Beker van België (veld): 1928, 1932, 1933, 1934, 1938, 1939, 1941, 1957, 1960, 1962, 1966 en 1970
- 9x Landskampioen (zaal): 2008, 2009, 2010, 2011, 2012, 2013, 2016, 2017 en 2018

Dames
- 6x Landskampioen (veld): 1924, 1925, 1927, 1933, 1948 en 1949
- 12x Winnaar Beker van België (veld): 1924, 1925, 1927, 1932, 1948, 1950, 1959, 1964, 1976, 1977, 1979 en 1987

## Bekende (ex-)spelers
- Tom Boon
- Pierre Bousmanne
- Jean-Marie Buisset
- Cédric Charlier
- Pierre Chibert
- Thibault Cornillie
- Tanguy Cosyns
- Achille de Chaffoy
- Charles de Keyzer
- Paul Delheid
- France de Mot
- Charlotte Englebert
- Thomas François
- Auguste Goditiabois
- Simon Gougnard
- Conor Harte
- Gilles Jacob
- Joy Jouret
- Augustin Meurmans
- Brigitte Motte
- Jacky Moucq
- Laura Patriarche
- Édouard Portielje
- Jacques Putz
- Emma Puvrez
- Justine Rasir
- Emile Rens
- Freddy Rens
- André Seeldrayers
- Jérôme Truyens
- Emmanuel Van De Merghel
- Philippe Van Volckxsom
- Victor Wegnez